# Edifício Altino Arantes
De Edifício Altino Arantes is een wolkenkrabber in São Paulo, Brazilië. Met zijn 161 meter was het het hoogste gebouw van Brazilië van 1947 tot 1960. Het werd gebouwd tussen 1939 en 1947 naar een ontwerp van de architect Plinio Botelho do Amaral en Camargo & Mesquita.